# 방카 룽산사

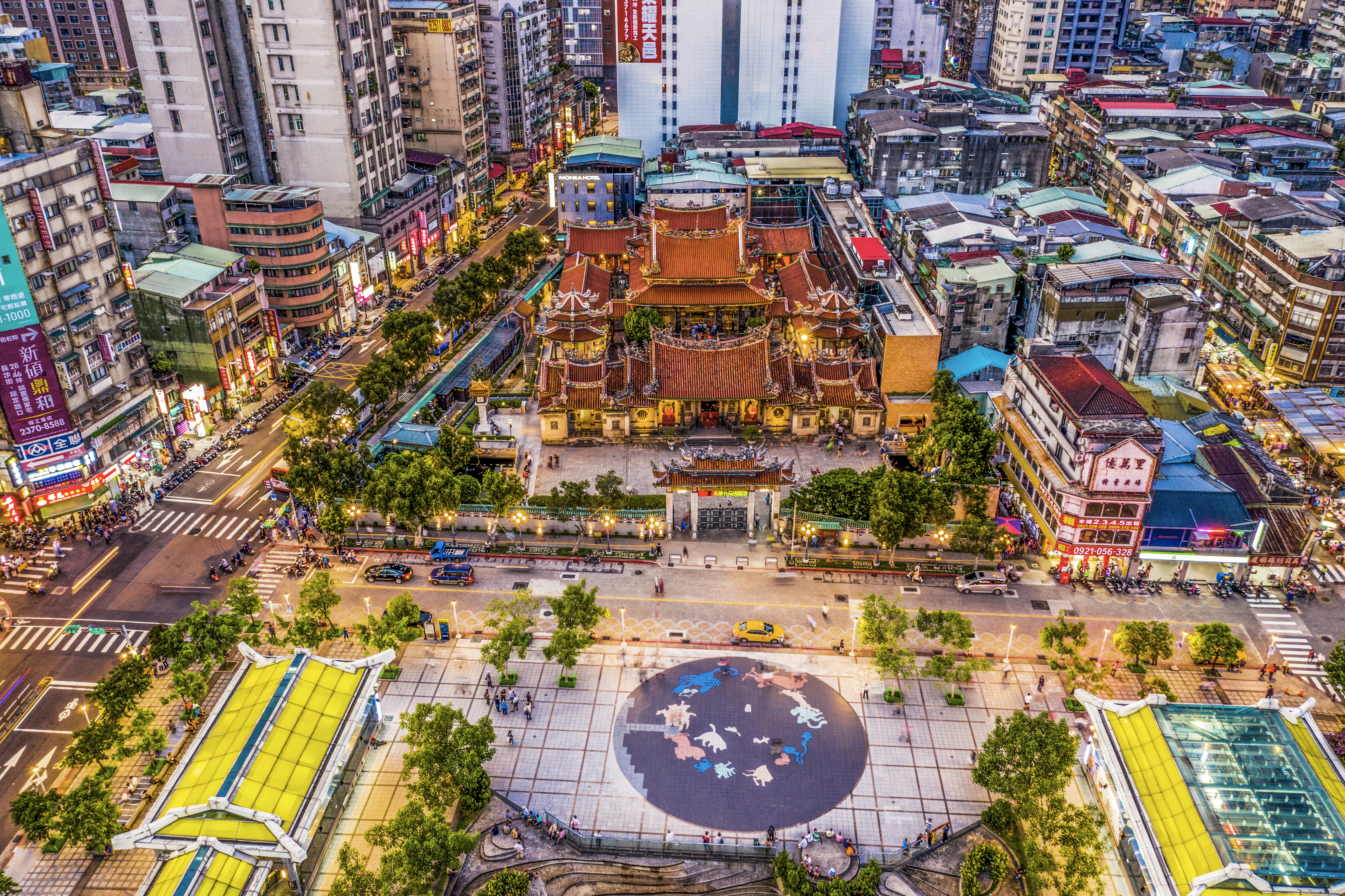
방카 룽산사 전경

방카 룽산사(艋舺龍山寺, Manka Lungshan Temple)는 대만 타이베이시 완화구에 있는 전통 사찰이다. 1738년에 관세음보살을 기리기 위해 지었다.
이곳은 대만 이주민들의 예배 장소이자 모임 장소로 활용되고 있다. 불교적 요소 외에도 마조, 관우와 같은 중국신들을 모시기 위한 제단도 있다.

## 사찰의 유래
룽산사라는 이름은 17세기 중국 푸젠성 진장시에 설립되었던 오래된 사찰의 이름에서 따왔다. 18세기부터 푸젠성의 3개 지역인 진장시, 난안시, 후이안현의 이주자들이 완화구로 이주하기 시작했다.
이주자들은 고향에 있던 룽산사에서 이름 가져와, 새로운 이주지인 대만 타이베이시에 방카 룽산사라는 사찰을 만들었다.

## 방카 룽산사의 구성
방카 룽산사는 앞, 중간, 뒤로 배열된 3개의 전각으로 구성되어 있다. 불교사찰이지만 도교의 많은 신, 더럿 유교의 신들도 있다. 이는 중국인들의 종교에 대한 관용을 보여주는 예이다.
앞쪽에 있는 전각은 아치형 출입문과 예배를 위한 공간으로 구성되어 있다.
중간에 있는 본전의 중앙에는 관세음보살이 있다. 왼쪽에는 문수보살이 있고, 오른쪽에는 보현보살이 있다.
뒤쪽에 있는 전각의 중간에는 항해의 여신인 마조가 있고, 왼쪽에는 문학과 시험의 신이 있으며, 오른쪽에는 전쟁의 신인 관우가 있다.

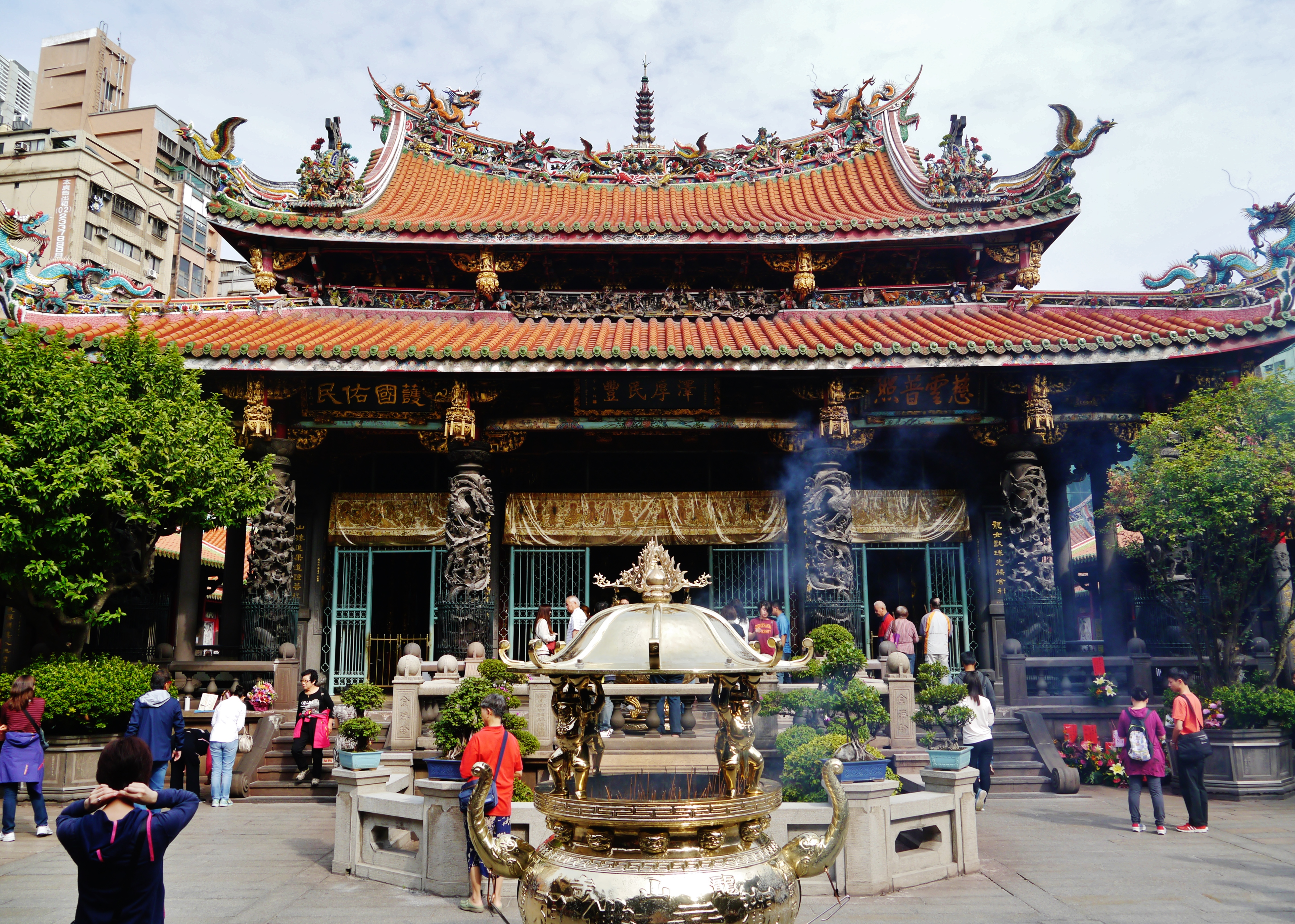
방카 룽산사 본전
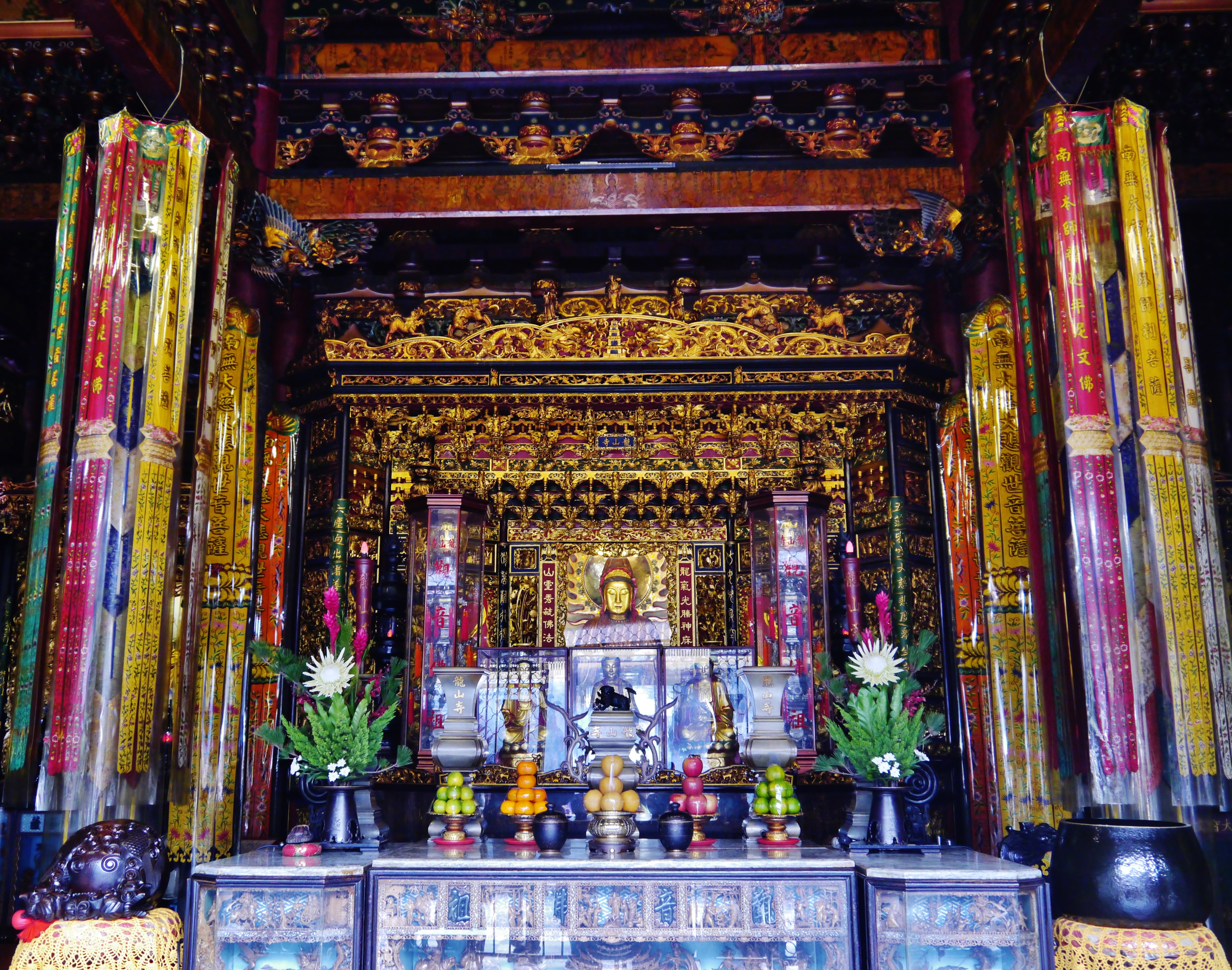
방카 룽산사 본전 내부
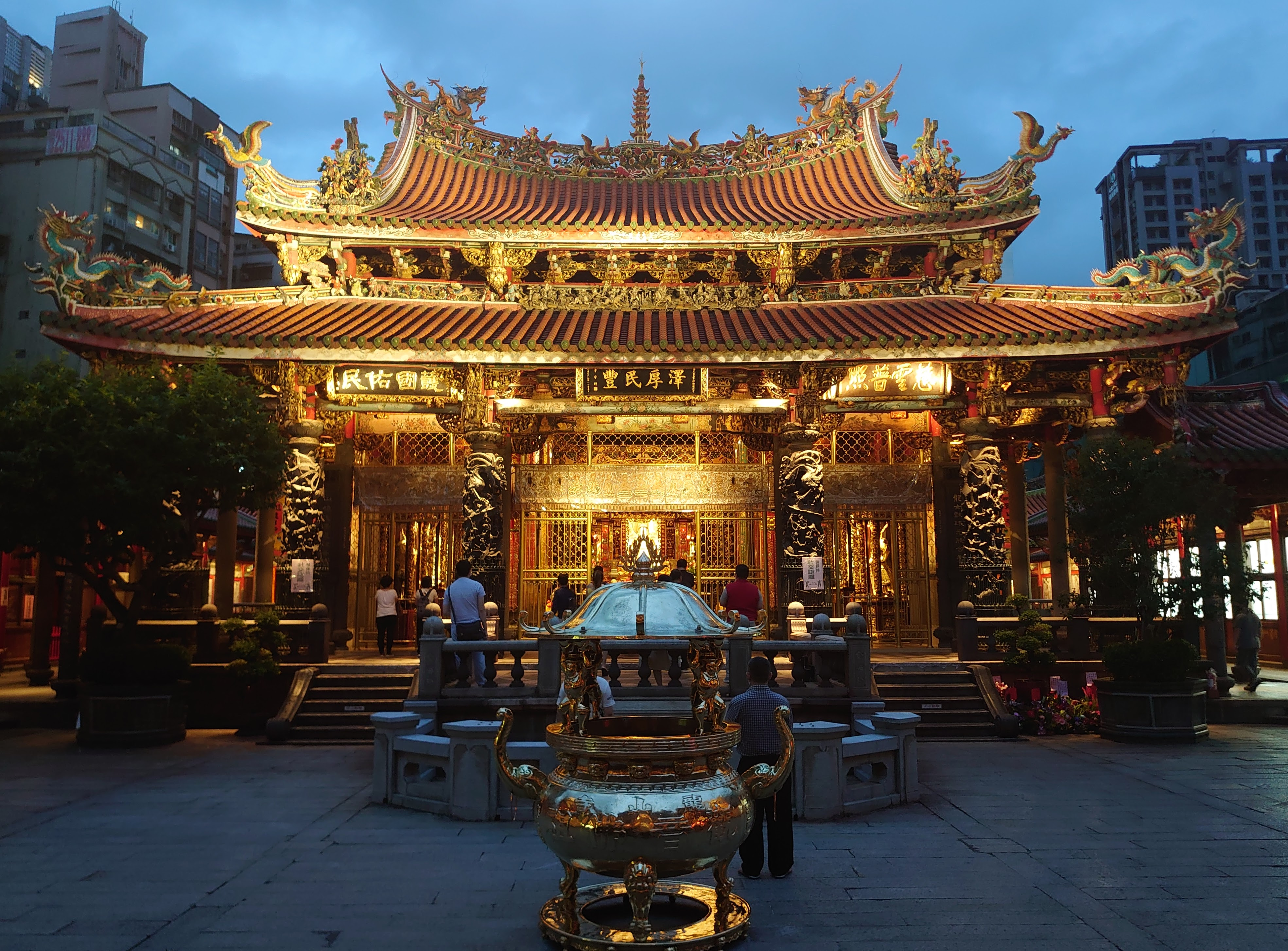
방카 룽산사 본전의 야경
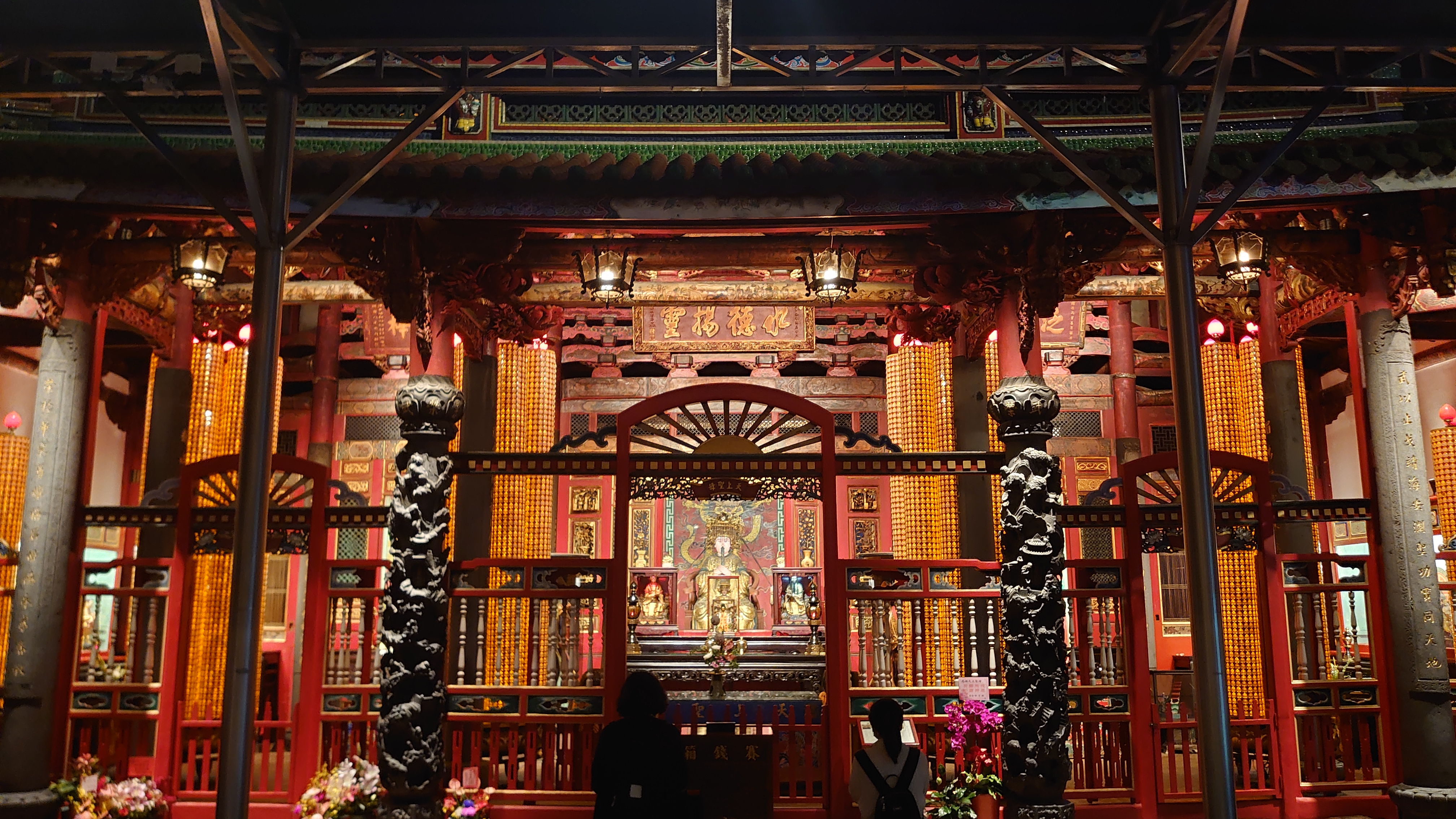
방카 룽산사 후전
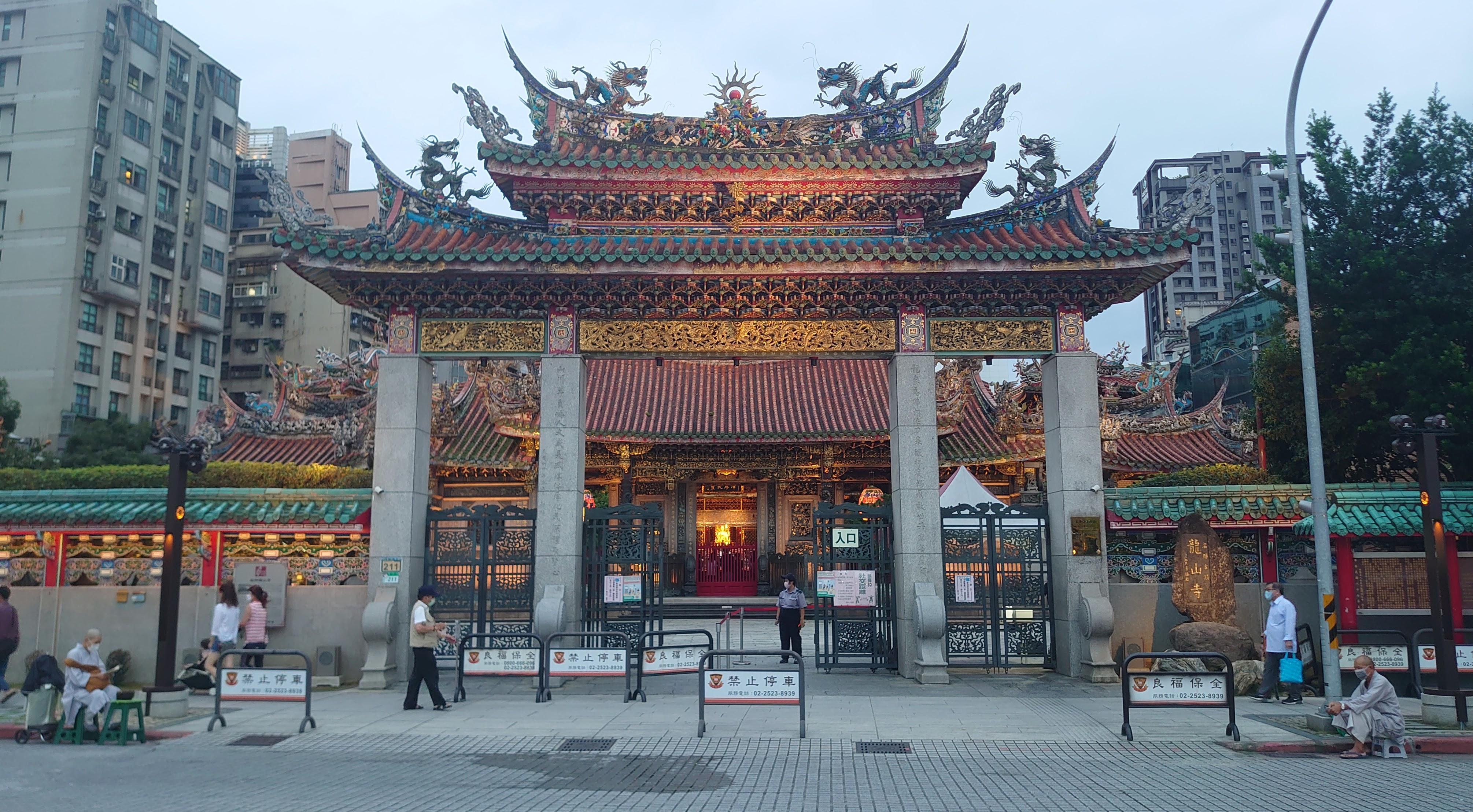
방카 룽산사의 아치형 입구. 앞에 있는 전각은 입구와 기도를 위한 공간으로 구성된다.

## 역사

### 일제 강점기
1896년 방카 룽산사 터에 대만청(臺北廳) 맹갑구(艋舺區) 관청이 지어졌고, 같은 해에 대북 본도인신상 협회(台北本島人紳商協會)가 창설되었다. 1903년에 일본인들은 교육관을 세웠다.
1919년 일본 정부가 광주거리(廣州街)를 개통하고, 현재 사찰 자리에 있던 건물을 시청으로 이전시켰다. 이 자리에 승려 석복지(釋福智)가 저축을 기부하고 지방정부에서 모금을 시작하였다.
룽산사 재건은 중국 남부 푸젠성의 사찰 건축 대가인 왕이순(Wang Yishun)을 고용하여 계획과 설계를 담당하게 했다. 도예가로는 홍쿤푸(Hong Kunfu), 조각가로는 양시우싱(Yang Xiuxing), 석공으로 신아푸(Xin Afu), 지앙진후이(Jiang Jinhui), 카이후아 홍 바오첸(Caihua Hong Baozhen)을 대만으로 초대했다.

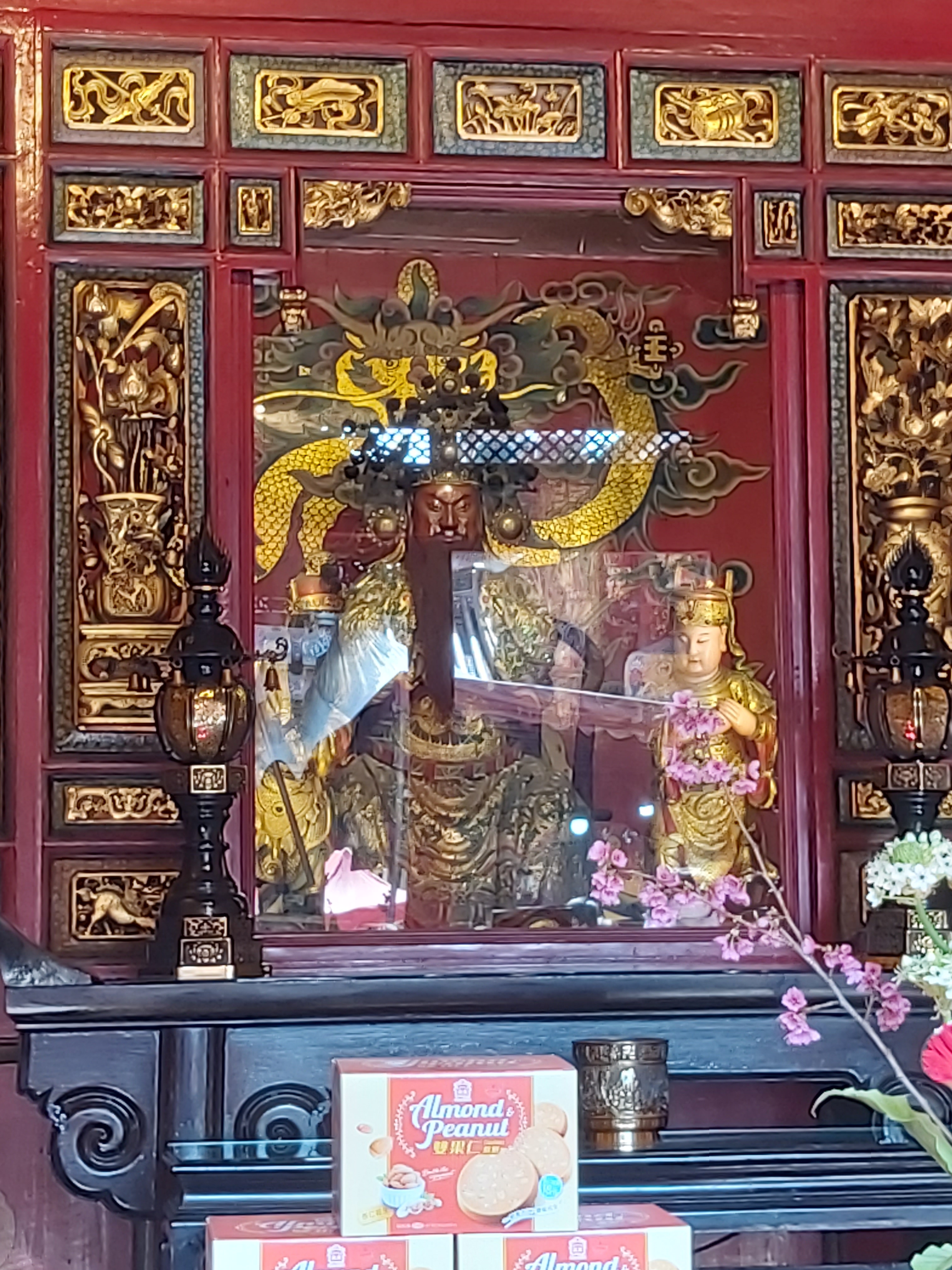
관우상

1945년 6월 8일에 방카 룽산사는 비행기 폭격을 당했다. 본당 전체와 오른쪽 별관이 공습으로 소실되었다. 하지만 본당 왼쪽에 있던 관우 동상은 그대로 남아서, 룽산사에서 가장 유명한 영험이 되어주고 있다.

### 근대
오늘 날, 방카 룽산사에는 1738년에 지어진 건물들은 더 이상 없다. 1919년에 다시 짓기 시작하여 1924년에 완공된 건물들이 남아 있다.
1985년 8월 19일 정부에 의해 2급 사적지로 지정되어, 미래세대를 위해 보존되고 있다.

## 대중교통
타이페이 메트로(Taipei Metro)의 룽산사역(龍山寺, Longshan Temple)에 내려, 북쪽으로 걸어가면 된다.

## 같이 보기
- 행천궁